# Wiatry górskie
Wiatry górskie – wiatry wymuszane przez przepływ wokół i nad górami oraz w przełęczach i dolinach górskich. Przykładami wiatrów górskich są wiatry przełęczowe, wiatry katabatyczne, wiatry anabatyczne i cyrkulacja górsko-dolinna.
Liczba Frouda (= energia kinetyczna/energia potencjalna) określa czy przepływ wiatru będzie wokół góry czy nad górą. Liczba Frouda zależy od energii kinetycznej wiatru i od stratyfikacji powietrza koło góry (odpowiednik energii potencjalnej). Dla liczb Frouda mniejszych niż 1 wiatr wiejący na górę będzie blokowany i nie jest w stanie przepłynąć nad górą.
Struktura opływu wokół gór jest istotna w parametryzacji wpływu gór na wielkoskalowy przepływ powietrza w modelach numerycznych prognoz pogody. W sytuacji kiedy rozdzielczość modelu nie jest wystarczająca, żeby w sposób jawny opisać topografię, wprowadza się różnego rodzaje parametryzacje (uproszczenia). Np. można założyć, że poniżej pewnej wysokości przepływ jest wkoło gór, a powyżej – nad górami (ang. dividing streamline).